# José Vicente de Freitas
José Vicente de Freitas (ʒuˈzɛ viˈsẽt(ɨ) dɨ ˈfɾɐjtɐʃ), (22 janvier 1869 - 6 septembre 1952), est un militaire et homme d'État portugais.

## Biographie
De Freitas est né à Calheta, Madère. Il combat dans les Flandres lors de la participation portugaise à la Première Guerre mondiale, et reçoit la grand-croix de l'ordre de la Tour et de l'Épée, la plus haute décoration du Portugal.
Il est colonel lors du Coup d'État de 1926. Il appuie la Ditadura Nacional et est ministre de l'Instruction de 1927 à 1929. Il est Premier ministre (Président du ministère), du 18 avril 1928 jusqu'au 8 juillet 1929, peu après avoir été promu au grade de général. Il est mort à Lisbonne.